# جنگ نامرئی
«جنگ نامرئی» (انگلیسی: The Invisible War) فیلمی آمریکایی در سبک مستند به کارگردانی کیربی دیک است که در سال ۲۰۱۲ منتشر شد. از بازیگران آن می‌توان به مایکل ترنر اشاره کرد.